# Jan Dismas Zelenka
Jan (Johann Lukas Ignatius) Dismas Zelenka (Louňovice pod Blaníkem (Duits: Launowitz in Bohemen), 16 oktober 1679 – Dresden, 23 december 1745) was een Boheems contrabassist en componist.

## Biografie

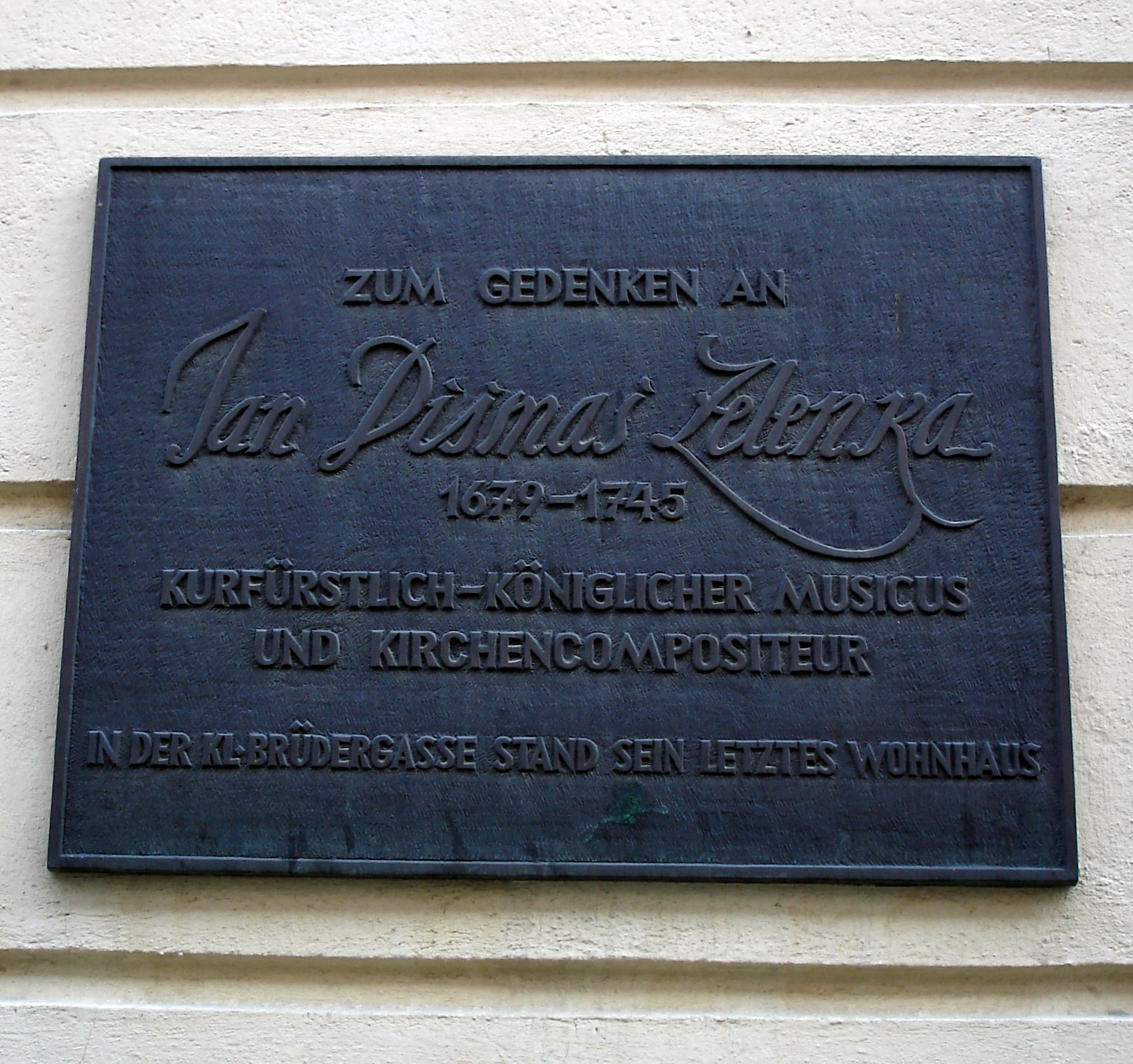
Gedenkplaat aan het laatste woonhuis van Zelenka in Dresden

Over zijn leven is weinig bekend. Vast staat dat hij Johann Sebastian Bach en zonen persoonlijk heeft gekend en dat Bach hem tot de belangrijkste componisten van zijn tijd rekende. Aan het begin van de twintigste eeuw was zijn werk vrijwel geheel in de vergetelheid geraakt. Pas sinds de jaren zeventig wordt zijn werk weer meer en meer uitgevoerd.
Zelenka ontving zijn eerste muzieklessen waarschijnlijk van zijn vader, de cantor en organist van Louňovice pod Blaníkem, nabij Praag. Hij bezocht daarna zeer waarschijnlijk het Jezuïetencollege Collegium Clementinum te Praag, waaraan hij in de periode 1704-1723 ook enkele composities leverde. In 1709 was hij als musicus verbonden aan de huishouding van de keizerlijke stadhouder Johann Hubert Ritter von Hartig. In 1710-1711 verhuisde hij naar Dresden, waar hij als bassist in de hofkapel van August de Sterke werd aangenomen. Dit orkest, waaraan Zelenka voor de rest van zijn leven verbonden bleef, groeide gaandeweg uit tot een van de beste orkesten van Europa.
De jaren 1716-19 stonden voor Zelenka in het teken van studie en verdieping. Veel blijft over deze periode onduidelijk. Zelenka maakte studiereizen naar Wenen en naar Italië. Hij bezocht in deze jaren Venetië waarvoor in 1715 in de hofkas geld vrijgemaakt werd en was enige tijd leerling van de componist Antonio Lotti. Ook Alessandro Scarlatti zou hem les gegeven hebben. In elk geval verbleef hij vanaf 1716 met grote regelmaat in Wenen, waar hij in contrapunt les kreeg van de in zijn tijd vermaarde keizerlijke kapelmeester Johann Joseph Fux. In Wenen gaf Zelenka zelf ook les in contrapunt aan Johann Joachim Quantz.
Terug in Dresden nam Zelenka vanaf 1719 - samen met kapelmeester Johann David Heinichen - de taak op zich de composities te verzorgen voor de nieuw gebouwde hofkerk van Augustus de Sterke, die katholiek was geworden om de troon van Polen te kunnen verwerven. Vanaf 1720 groeide Dresden onder hun handen uit tot het centrum van katholieke kerkmuziek in de Duitstalige landen. Zelenka's belangrijkste composities uit deze jaren zijn de 27 Responsoria pro Hebdomada Sancta (ZWV 55) en zijn tegenwoordig bekendste werk, de zes triosonates (ZWV 181). Van deze vooruitstrevende kamermuziek is de structurele en thematische complexiteit in deze periode alleen te vergelijken met het werk van Johann Sebastian Bach.
In 1721-22 bezocht Zelenka Praag. In 1723 ontving hij van het Collegium Clementinum de opdracht om een Melodrama de Sancto Wenceslao (ZWV 175) te componeren ter gelegenheid van de kroning van keizer Karel VI tot koning van Bohemen. De uitvoering in september 1723 in het bijzijn van het keizerlijke echtpaar werd voor Zelenka een artistieke triomf. Misschien ook in verband met de kroningsfeesten ontstonden in 1723 een aantal orkestwerken (ZWV 186-189).

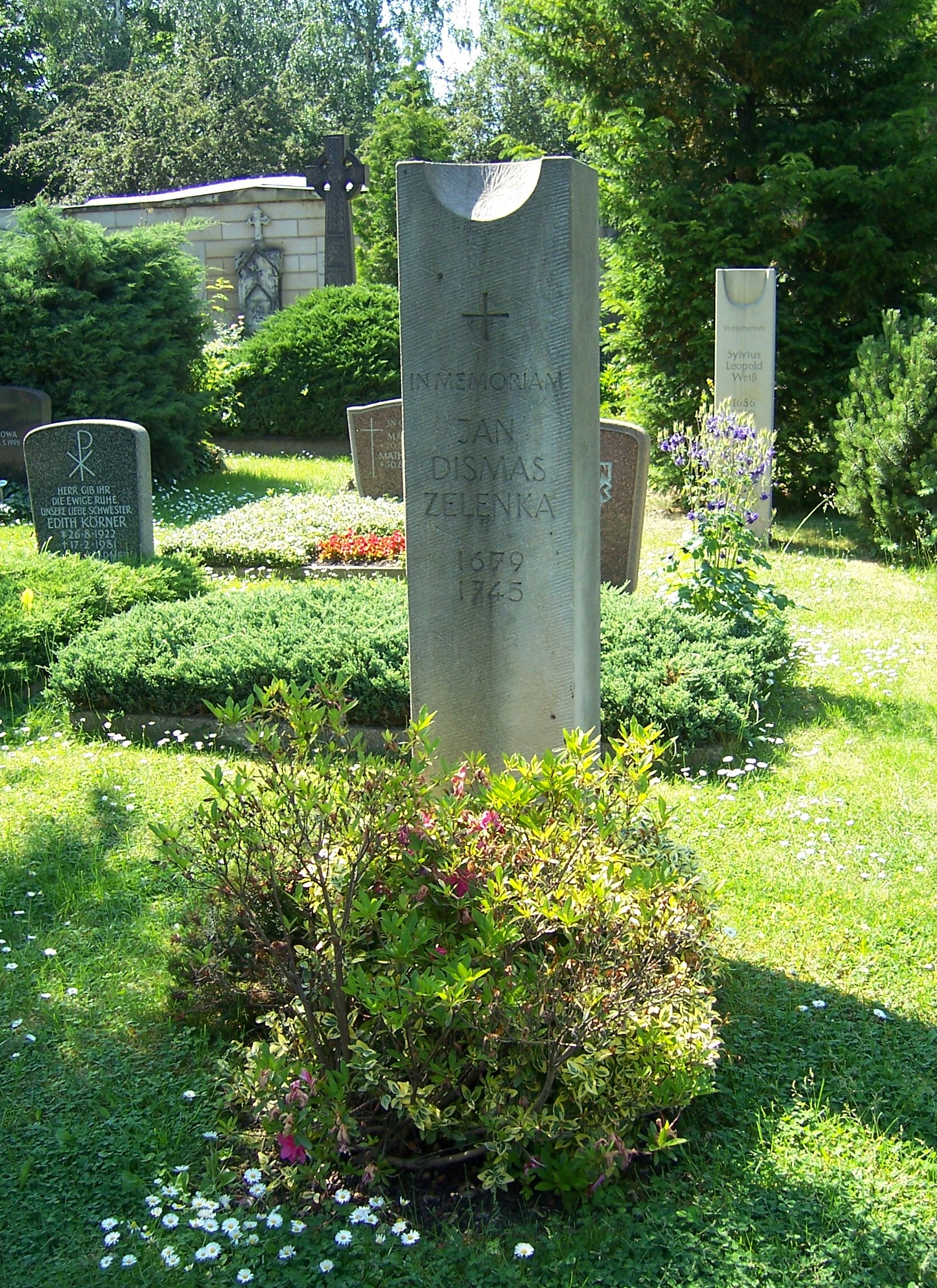
Gedenksteen voor Jan Dismas Zelenka op de oude katholieke begraafplaats in Dresden met rechtsachter een gedenksteen voor de Duitse componist Sylvius Leopold Weiss.

In 1726 begon Zelenka een lijst op te stellen van zijn composities. Ondanks zijn grote inzet voor de Dresdense hofkapel in deze jaren (hij nam veelvuldig de plaats in van de zieke kapelmeester Heinichen) behield hij het magere salaris van een gewoon orkestlid. Toen Heinichen in 1729 stierf, nam Zelenka al diens verantwoordelijkheden op zich. Het is uit enkele geschriften aan zijn werkgever duidelijk dat de componist vergeefs verwachtte dat hij Heinichen zou opvolgen. Waarschijnlijk omdat hij de modieuze nieuwe opera in zijn stad wilde bevorderen, benoemde de Dresdense Saksische keurvorst en Poolse koning in 1733 niet de traditionele Zelenka, maar de jongere aanstormende operacomponist Johann Adolf Hasse tot kapelmeester. In plaats daarvan ontving de oudere componist enkele jaren later de benoeming van hofcomponist en in 1735 van "Kirchen-Compositeur" en daarmee een verhoging van zijn salaris.
Vanaf 1733 liep de compositorische activiteit van Zelenka snel terug. Zijn gezondheid liet vanaf 1735 waarschijnlijk steeds meer te wensen over. Er zijn aanwijzingen dat hij betrokken raakte in een slepende rechtszaak. Desondanks ontstonden in deze jaren zijn belangrijkste werken: vijf missen, waaronder de drie zogenaamde Missae Ultimae (1740-1741).
Hij stierf in 1745, ongehuwd, enkele dagen voor Kerstmis. Er is geen enkel schilderij of andere afbeelding van hem bekend. Ook over zijn persoon is vrijwel niets bekend.

## Composities

### Werken voor orkest
- Capriccio in D, voor hobo, natuurhoorn, strijkers en bc (ca. 1717, ZWV 182)
- Capriccio in G, voor hobo, natuurhoorn, strijkers en bc (ca. 1718, ZWV 183)
- Capriccio in F, voor hobo, natuurhoorn, strijkers en bc (ca. 1718, ZWV 184)
- Capriccio in A, voor hobo, natuurhoorn, strijkers en bc (ca. 1718, ZWV 185)
- Concerto a 8 concertanti, voor hobo, strijkers en bc (1723, ZWV 186)
- Hipocondrie a 7 concertanti, voor hobo, strijkers en bc (1723, ZWV 187)
- Ouverture (suite) a 8 concertanti, voor hobo, strijkers en bc (1723, ZWV 188)
- Sinfonia a 8 concertanti, in a (ZWV 189)
- Capriccio in G, voor hobo, natuurhoorn, strijkers en bc (1729, ZWV 190)

### Overige instrumentale werken
- 6 Sonates "a due con due bassi obligati", voor hobo (of viool) fagot, cello en bc (ca. 1720-1721, ZWV 181)
- Negen canons op een hexacord, (ca. 1721, ZWV 191)
- Zes trompetfanfares, ZWV 212 (toegeschreven aan Zelenka)

### Geestelijke muziek

#### Missen
- Missa Sanctae Caeciliae (ca. 1711, ZWV 1)
- Missa Judica me (1714, ZWV 2)
- Missa Corporis Domini (1719, ZWV 3)
- Missa Sancti Spiritus (1723, ZWV 4)[1]
- Missa Fidei (1725, ZWV 6)
- Missa Paschalis (1726, ZWV 7)
- Missa Nativitatis Domini (1726, ZWV 8)
- Missa Corporis Domini (1727, ZWV 9)
- Missa Charitatis (1727, ZWV 10)
- Missa Circumcisionis (1728, ZWV 11)
- Missa Divi Xaverii (1729, ZWV 12)
- Missa Gratias agimus (1730, ZWV 13)
- Missa Sancti Josephi (1731, ZWV 14)
- Missa Eucharistica (1733, ZWV 15)
- Missa Purificationis (1733, ZWV 16)
- Missa Sanctissimae Trinitatis (Mše k poctě Nejsvětější Trojice) (1736, ZWV 17)
- Missa Votiva (1739, ZWV 18)
- Missa Dei Patris (Missa ultimarum prima: 1740, ZWV 19)
- Missa Dei Filii (Missa ultimarum secunda: 1740, ZWV 20)
- Missa Omnium Sanctorum (Missa ultimarum sexta: 1741, ZWV 21)*[2]

#### Requiems en andere werken voor de dodenmis
- Requiem in c (ZWV 45, toegeschreven aan Zelenka)
- Requiem in D (1733, ZWV 46)
- Invitatorium, lectiones et responsoria (1733, ZWV 47)
- Requiem in d (ca. 1731, ZWV 48)
- Requiem in F (vóór 1730, ZWV 49: toeschrijving onzeker)
- De profundis (1724, ZWV 50)

#### Werken voor de Heilige Week
- Lamentationes pro hebdomada sancta (1722, ZWV 53)
- Lamentationes pro hebdomada sancta (1723, ZWV 54)
- Responsoria pro hebdomada sancta (1723, ZWV 55)
- Miserere in d (1722, ZWV 56); Miserere in c (1738, ZWV 57)
- Immisit Dominus pestilentiam (1709, ZWV 58)
- Attendite et videte (1712, ZWV 59)
- Deus Dux fortissime (1716, ZWV 60)

#### Oratoria
- Il serpente di bronzo (1730, ZWV 61)
- Gesu al calvario (1735, ZWV 62)
- I penitenti al Sepolchro del Redentore (1736, ZWV 63)
- Sub olea pacis et palma virtutus: melodrama de Sancta Wenceslao (1723, ZWV 175)

#### Psalmen
- Dixit dominus (1725, ZWV 66)
- Dixit dominus (1728, ZWV 67)
- Dixit dominus (1726, ZWV 68)
- Confitebor tibi Domine (1728, ZWV 70)
- Confitebor tibi Domine (1729, ZWV 71)
- Confitebor tibi Domine (1725, ZWV 72)
- Confitebor tibi Domine (1729, ZWV 73)
- Beatus vir (1725, ZWV 75)
- Beatus vir (1726, ZWV 76)
- Laudate pueri (1729, ZWV 81)
- Laudate pueri (1725, ZWV 82)
- In exitu Israel (1725, ZWV 83)
- In exitu Israel (1728, ZWV 84)
- Credidi propter quod (1727, ZWV 85)
- Laudate dominum (1728, ZWV 87)
- Laetatus sum (1726, ZWV 88)
- Laetatus sum (ca. 1730, ZWV 90)
- In convertendo (1728, ZWV 91)
- Nisi Dominus (1726, ZWV 92)
- Beati omnes (1728, ZWV 94)
- De profundis (1728, ZWV 95)
- De profundis (1727, ZWV 96)
- De profundis (1724, ZWV 97)
- Memento domine (1728, ZWV 98)
- Ecce nunc benedicite (1739, ZWV 99)
- Confitebor tibi (1728, ZWV 100)
- Domine probasti me (1728, ZWV 101)
- Lauda Jerusalem (1728, ZWV 102)
- Lauda Jerusalem (1728, ZWV 103)
- Lauda Jerusalem (1727, ZWV 104)
- Magnificat (1727, ZWV 107)
- Magnificat (1725, ZWV 108)
- Psalm 150 "Chvalte Boha silného", voor bariton en orkest, ZWV 165

#### Litanieën en Te Deums
- Te Deum (1724, ZWV 145)
- Te Deum (1731, ZWV 146)
- Litaniae de venerabili sacramento (1727, ZWV 147)
- Litaniae de venerabili sacramento (1729, ZWV 148)
- Litaniae Lauretanae (1718, ZWV 149)
- Litaniae Lauretanae (1725, ZWV 150)
- Litaniae Lauretanae 'Consolatrix Afflictorum' (1741, ZWV 151)
- Litaniae Lauretanae 'Salus infirmorum' (1741, ZWV 152)
- Litaniae Omnium Sanctorum (1735, ZWV 153)
- Litaniae Xaverianae (1723, ZWV 154)
- Litaniae Xaverianae (1727, ZWV 155)

#### Overige vocale werken
- Alma Redemptoris Mater, voor sopraan en orkest, ZWV 124
- Ave Regina coelorum Nr. 4 in g-klein, ZWV 128
- Regina coeli laetare in F-groot, voor solisten, gemengd koor, 2 hobo's, 2 violen, altviool en basso continuo, ZWV 134
- Salve Regina, mater misericordiae, voor sopraan, fluit, 2 hobo's, 2 violen, altviool en basso continuo, ZWV 135
- Salve Regina in g-klein, ZWV 141
- Sub tuum praesidium, ZWV 157 (10 zettingen)
- Da pacem Domine, voor dubbelkoor, strijkers en basso continuo, ZWV 167
- Haec Dies (1730, ZWV 169)
- 8 Italiaanse Aria's (1733, ZWV 176)
- Serenata: 'Il diamante', cantate voor 4 sopranen, alt, gemengd koor en orkest (1737, ZWV 177)